# Близалка
Близалката е вид захарен бонбон, който обикновено се състои от твърди бонбони, прикрепени на пръчица и предназначени за смучене или близане. Близалките са сладкарско изделие, което се предлагат в много вкусове и форми.

## Видове
Близалките се предлагат в редица цветове и вкусове, особено плодови аромати. С много компании, произвеждащи близалки, бонбоните сега се предлагат в десетки вкусове и много различни форми. Те варират от малки, които могат да бъдат закупени стотици и често се раздават в САЩ безплатно в банки, бръснарници и други места, до много големи, направени от бонбонени бастуни, усукани в кръг.
Повечето близалки се ядат при стайна температура, но „ледените близалки“ са замразени близалки на водна основа. Подобни сладкиши върху пръчка, направена от сладолед, често с ароматизирано покритие, обикновено не се наричат близалки.
Някои близалки съдържат пълнежи, като дъвка или меки бонбони. Някои нови видове близалки имат по-необичайни съставки, като ларви на брашнен червей, вградени в бонбоните. Други имат негодни за консумация сърцевини, като мигаща светлина, вградена в бонбона.
В скандинавските страни, Германия и Холандия, някои близалки са подправени с амониев хлорид.

## Медицинска употреба
Близалките могат да се използват за пренасяне на лекарства.
Някои близалки се предлагат на пазара като помощни средства за диета, въпреки че тяхната ефективност е непроверена и анекдотичните случаи на загуба на тегло може да се дължат на силата на внушението. Ароматизираните близалки, съдържащи лекарство, са предназначени да дават на децата лекарства без безпокойство.
Actiq е силно аналгетична близалка, чиято активна съставка е фентанил. Това прави бързо действието; близалката се използва например от военните и не е начин да се направи лекарството приятно за децата.

## Галерия
- Разнообразие от близалки
- Спираловидна близалка
- Близалки от карамел, Дания
- Захарно петле, България
- Полупрозрачни близалки, Токио, Япония
- Близалка с мравки
- Близалка със скорпион
- Близалка с брашнен червей
- Дърво с близалки, Сингапур
- Панаирен щанд в Краков, Полша